# NGC 3819
NGC 3819 (другие обозначения — MCG 2-30-13, ZWG 68.30, HCG 58D, NPM1G +10.0270, PGC 36311) — эллиптическая галактика (E) в созвездии Льва. Открыта Джоном Гершелем в 1828 году.
Этот объект входит в число перечисленных в оригинальной редакции «Нового общего каталога».
Галактика NGC 3819 входит в состав группы галактик IC 724. Помимо NGC 3819 в группу также входят NGC 3817, NGC 3822, NGC 3848, NGC 3825, NGC 3852, NGC 3839, IC 724, UGC 6617 и NGC 3820.
Входит в компактную группу галактик Хиксона – Hickson 58. Группу изучала Барбара Вильямс.
Галактика имеет две карликовые галактики-спутника, связанные с ней гравитационным взаимодействием.